# Милена Велба
Милена Велба (чеш. Milena Velba) /'milɛna 'vɛlba/ је еротска манекенка односно фото-модел чешког порекла која живи у Немачкој. Позната је по великим природним грудима и кратким филмовима који се могу наћи на интернету. Њени филмови приказују углавном самосталне, евентуално меке (енгл. softcore) лезбејске сцене, али упркос томе Милена Велба не може се назвати порнографском глумицом.

## Биографија
Велба је рођена 19. јула 1970. у Устију над Лабом (чеш. Ústí nad Labem) у тадашњој Чехословачкој. Каже да су јој груди врло рано развиле невероватну величину — већ са 12 година дечаци су почели да је исмејавају због тога. Као тинејџерка, Велба се свиђала многим момцима. Велбин отац је радио као грађевински инжењер и она је једно време радила у предузећу њеног оца.
1997. године Велба се пресељава у Немачку, јер је животни стандард био већи него у Чешкој. Након подизање двоје деце и радећи на неколико места, Велба постаје фото-модел октобра 2003. године. Пошто је тада већ имала 33 године, била је једна од најстаријих модела новајлија. Априла 2004. Велба започиње своју комерцијалну веб локацију.
Велба данас има двоје деце и страствен je „бајкер“ (мотоциклиста) — поседује један Харли Дејвидсон (Harley Davidson) и један Уљез (Intruder).

## Филмографија
- Млеко (Milk)[2] 2004.